# 九櫻
株式会社九櫻（くさくら）は、大阪府柏原市に本社を置く武道具製造企業である。1918年創業。
2018年10月1日より早川繊維工業株式会社（はやかわせんいこうぎょう）から社名を改称。

## 会社概要
「九櫻」ブランドで知られる柔道衣や剣道衣・空手道衣・合気道衣・弓道衣・拳法衣・拳法防具・袴の製造元。特に柔道では非常に強く、同社製造による柔道衣ならびに柔道にまつわる製品は国内ならびに国際柔道連盟公認製品として、その名を知られている。
前述の通り、柔道や空手道などの打撃主体の武道に強い一方で、剣道やなぎなた道における防具や竹刀、弓道の弓矢などの製品も製造している。
同社のブランドである「九櫻」は今から600年前の南北朝時代に同地を根城にしていた楠木正成の家臣の武将恩智左近の紋所に由来している。
また長年にわたって同社の製品を取り扱う武道具専門店やスポーツ用品店では「九櫻=柔道衣ならびに柔道用品」という風に捉える店も多い。
- 本社所在地：大阪府柏原市上市3-11-21
- 東京支店：東京都墨田区押上1-43-10
- 福岡支店：福岡市博多区堅粕5-7-10